# Onychocella vibraculifera
Onychocella vibraculifera is een mosdiertjessoort uit de familie van de Onychocellidae. De wetenschappelijke naam van de soort is voor het eerst geldig gepubliceerd in 1895 door Neviani.